# Ільянкіно
Ілья́нкіно (рос. Ильянкино, чув. Илленушкăнь) — присілок у складі Аліковського району Чувашії, Росія. Входить до складу Таутовського сільського поселення.
Населення — 124 особи (2010; 150 у 2002).
Національний склад:
- чуваші — 99 %